# NGC 6824
NGC 6824 في الفهرس العام الجديد، هي مجرة، تقع في كوكبة الدجاجة (كوكبة). اكتشفت في 16 سبتمبر 1792 بواسطة ويليام هيرشل.

## روابط خارجية
- NGC 6824 على موقع ويكي سكاي: DSS2, SDSS, GALEX, IRAS, Hydrogen α, X-Ray, Astrophoto, Sky Map, Articles and images